# Lago Yoa
Il lago Yoa è situato nella parte centrale del Ciad, in Africa. È il più grande dei Laghi di Ounianga, presso Ounianga Kebir, testimonianza di un antico bacino scomparso alla fine del periodo umido africano (tra 15000 e 5500 anni fa).